# Vékony Gábor
Vékony Gábor (Csengőd, 1944. december 15. – Budapest, 2004. június 10.) történész, régész és nyelvész, egyetemi docens, a történettudományok kandidátusa, az ELTE Régészeti Tanszékének tanára. A rovásírás egyik szakértője, magyar őstörténet-kutató.

## Élete
Általános iskoláit Tabdiban, a gimnáziumot Kiskőrösön végezte, itt érettségizett 1963-ban, majd az ELTE Régészet-Történelem szakán végzett 1968-ban. 1969-ben megvédte bölcsészdoktori értekezését kora vaskor témájában. 1968-tól a tatai Kuny Domokos Múzeumban dolgozott, 1970-től haláláig az ELTE Régészeti Tanszékén, illetve az Ős- és Koratörténeti Tanszéken tanított.
Főbb kutatási területe: Közép- és Kelet-Európa őskora, valamint a népvándorláskor. Régészeti és történeti feldolgozásai mellett filológiai filológiai és nyelvészeti munkái is megjelentek. Több ásatást vezetett Magyarországon, ezek közül a fontosabbak a süttői kora vaskori település egység és a tatabányai népvándorlás-, honfoglalás- és Árpád-kori települések. Szervezője volt Vas megye 9. századi kutatási programjának. Több nemzetközi kongresszuson, konferencián is tartott előadást.
A szakmában László Gyula tanítványaként tartották számon, bár nézete több lényeges kérdésben eltért a mesterétől. Megállapításaival, írásaival számos vitát kavart szakmai körökben. Új szempontok szerint vizsgálta a magyar nép etnogenezisét. először fejtette meg a nagyszentmiklósi és szarvasi, valamint a bodrog-alsóbűi rovásfeliratokat. Tőle származik a kárpát-medencei rovás elnevezés.
Tagja volt az Erdély történetét feldolgozó munkaközösségnek, amiért 1987-ben Akadémiai Díjban részesült.

## Művei
- 1970 Lábatlan-Rózsa Ferenc utca (Komárom m., dorogi j.) RFüz I: 23. 1970. 9.
- 1970 Vespasianus-kori építési felirat Aquincumban (Tóth Endre társsz.), Arch. Ért. 97, 109-115.
- 1981 Az onogurok és onogundurok a Kárpát-medencében, SzMMÉ
- 1982 Das nordwestliche Transdanubien im 9. Jahrhundert und die "Uungariorum marcha", Savaria 15
- 1983 Veneter – Urnenfelderkultur – Bernsteinstrasse, Savaria 16
- 1983 A gyepű szerepe az etnikai és politikai átalakulásokban, in: Tőkei Ferenc (szerk.) : Nomád társadalmak és államalakulatok (Körösi Csorna kiskönyvtár 18). Budapest 1983, 215-236.
- 1986 A Karoling birodalom „délkeleti” határvédelme kérdéséhez, KEMMK 2
- 1986 A dák királyság (Mócsy András társsz.), in: Makkai László - Mócsy András (szerk.): Erdély története I. A kezdetektől 1606-ig. Akadémiai Kiadó Budapest, 32-46.
- 1987 Spätvölkerwanderungszeitliche Kerbinschriften im Karpatenbecken
- 1988 Késő népvándorláskori és Árpád-kori települések Tatabánya-Dózsakertben, in: Gombkötő G. (Főszerk.):Komárom megye története I.
- 1989 Dákok, rómaiak, románok. Akadémiai Kiadó, Budapest.
- 1997 Protobolgárok a Kárpát-medencében, KEMMK 5
- 1999 Komárom-Esztergom megye a honfoglalás korában, Tudományos Füzetek 11
- 2000 „A Dunántúl középső bronzkora és kapcsolatai”, KEMMK 7
- 2000 A koszideri korszak a Dunántúlon, KEMMK 7
- 2000 A Bodrog-alsóbűi felirat, SMK 14
- 2002/2005/2016 Magyar őstörténet - Magyar honfoglalás
- 2004 A székely írás emlékei, kapcsolatai, története
- 2007 A rézkortól a hunokig